# NGC 6982
NGC 6982 is een balkspiraalstelsel in het sterrenbeeld Indiaan. Het hemelobject werd op 8 juli 1834 ontdekt door de Britse astronoom John Herschel.

## Synoniemen
- ESO 235-19
- IRAS 20537-5203
- PGC 65776